# Xhavit Bajrami
Xhavit Bajrami (ur. 30 października 1975 we wsi Dumosh k. Podujeva) – szwajcarski kick-boxer wagi ciężkiej pochodzenia albańskiego, zawodnik K-1.

## Kariera sportowa
Profesjonalną sportową karierę rozpoczął w 1995 roku, rywalizując w turniejach karate Seidokaikan. W 1998 roku zadebiutował na ringach K-1 – na gali K-1 Fight Night 4 zwyciężył z Matteo Minonzie. Rok później osiągnął swój największy sukces, gdy wygrał turniej K-1 Braves (wśród pokonanych przez niego zawodników był Mirko Filipović). Ostatnią walkę w K-1 stoczył w 2004 roku przeciwko Martinowi Holmowi. Jego trenerami byli m.in. Andy Hug i Peter Aerts. Założył i prowadzi szkołę kick-boxingu w Littau.

## Osiągnięcia
- 2002 K-1 WGP Preliminary Croatia – 2. miejsce
- 1999 K-1 Braves '99 – 1. miejsce
- Mistrz świata ISKA w boksie tajskim w wadze superciężkiej